# Hegemonía tebana

La hegemonía tebana, 371-362 a. C.

La hegemonía tebana, en la Antigua Grecia, fue la época que transcurre entre la victoria de la ciudad-estado de Tebas frente a Esparta en la batalla de Leuctra en 371 a. C. hasta la derrota de una coalición de ejércitos del Peloponeso en la batalla de Mantinea en 362 a. C., aunque Tebas intentó mantener su posición hasta que finalmente fueron eclipsados por el creciente poder de Macedonia en 346 a. C.
Los historiadores, ya desde la antigüedad, atribuyeron los éxitos de Tebas en este periodo a las extraordinarias capacidades de dos de sus líderes: Epaminondas y Pelópidas, cuyas innovaciones tácticas proporcionaron victorias militares incluso ante enemigos más numerosos y cuyas habilidades políticas conseguían una serie de alianzas que a la vez debilitaron a sus principales rivales, sobre todo a Esparta.

## Contexto previo a la batalla de Leuctra
Como consecuencia de la paz de Antálcidas (387/6 a. C.) los espartanos habían conseguido la disolución de la Liga Beocia, por lo que Tebas dejó de controlar las ciudades de Beocia. En 382 a. C. el general espartano Fébidas había ocupado la acrópolis de Tebas, con el beneplácito de Leontíades, uno de los líderes tebanos de una de las facciones aristocráticas que luchaban por el control político de la ciudad, a la vez que apresaron y ejecutaron al líder de la otra facción, Ismenias, mientras que numerosos partidarios de este último tuvieron que huir a Atenas. Sin embargo, en 379 a. C. los que se habían exiliado organizaron una conspiración apoyada por gente del interior de la ciudad que logró sublevar al pueblo, expulsar de Tebas a los espartanos y eliminar a la facción de Leontíades.
Así, se instauró un régimen democrático en Tebas. Al mismo tiempo se reconstituyó la Liga Beocia, aunque inicialmente con representantes solo de Tebas. Por otra parte, los sectores democráticos de las ciudades de Platea, Tespias, Tanagra y Orcómeno se habían refugiado en Tebas debido a que los gobiernos oligárquicos de esas ciudades habían pedido a Esparta que estableciera en ellas guarniciones. En los años siguientes los espartanos realizaron varias campañas militares contra Tebas, que contó con ayuda de los atenienses para su defensa. En estas campañas, los espartanos lograron inicialmente poner en apuros de abastecimiento a los tebanos pero finalmente estos consiguieron aprovisionarse por vía marítima. A partir de 376/5 a. C. la iniciativa pasó a ser de los tebanos, que atacaron las guarniciones espartanas en varias ciudades de Beocia y lograron que otras ciudades pasaran a formar parte de la Liga Beocia. Los tebanos derrotaron a los espartanos en Tegira y progresivamente se fueron adhiriendo a la Liga las ciudades que aún no formaban parte de ella: Tanagra se adhirió voluntariamente; en 373 a. C., los tebanos destruyeron la ciudad de Platea —lo que contribuyó a que Atenas dejara de apoyar a Tebas— y probablemente en 372 a. C. conquistaron Tespias. Ese mismo año realizaron también una campaña contra la región de Fócide que resultó fallida. Las negociaciones de paz con Esparta se rompieron debido a que los tebanos se negaban a disolver de nuevo la Liga Beocia.

## Batalla de Leuctra
Esto se consideró una amenaza para el anterior poder hegemónico, Esparta, que luchó por restaurar su posición frente a Tebas. Sin embargo, en Leuctra los tebanos derrotaron de forma aplastante a un ejército espartano. A pesar de su superioridad numérica, los espartanos sucumbieron ante la novedosa disposición táctica tebana, la falange oblicua, en la que destacaba el empuje de su cuerpo de élite, el Batallón Sagrado. De 700 ciudadanos de élite espartanos que combatieron, 400 de ellos murieron en Leuctra y tras ello los tebanos dominaron de forma sistemática en Grecia.

## Mantenimiento de la hegemonía
En el sur, los tebanos, dirigidos por Epaminondas, invadieron el Peloponeso para defender la nueva Liga Arcadia, frente a la oposición de Esparta, que se negaba a reconocer esa institución. En esa misma expedición liberaron a Mesenia del dominio espartano y se invitó a regresar a su patria a todos los mesenios o descendientes de mesenios que se hallaban exiliados.
En el norte Tesalia se había convertido, en los años anteriores a la hegemonía tebana, bajo la tiranía de Jasón de Feras, en una potencia con gran poderío tanto económico como militar. Aliado de Tebas, Jasón evitó sin embargo que los tebanos aniquilaran a los supervivientes espartanos en Leuctra y logró que se pactara una tregua. Poco después, en 370 a. C., Jasón fue asesinado. Las subsiguientes luchas por el poder en Tesalia provocaron la intervención del ejército tebano bajo el mando de Pelópidas, frente a Alejandro de Feras y también frente a los macedonios, que habían ocupado algunas ciudades de Tesalia. Pelópidas llegó a penetrar en Macedonia en 369 a. C. y tomó como rehén al que en un futuro sería Filipo II de Macedonia. En 368 a. C., sin embargo, Pelópidas fue capturado en una batalla por las tropas de Alejandro de Feras. Tras su puesta en libertad, emprendió otra campaña militar contra Tesalia en 364 a. C., pero murió en combate, a pesar de que los tebanos salieron victoriosos.
En varias ocasiones hubo intentos de llegar a acuerdos de paz entre los estados griegos. El primer intento, en Delfos, en 369/8 a. C., fracasó debido a que Esparta pretendía recuperar el control de Mesenia mientras Tebas se oponía a ello. En 367 a. C. acudieron a Susa embajadores de Tebas, Élide, Esparta, Arcadia y Atenas, donde el rey de Persia favoreció los intereses de Tebas al reconocer su predominio sobre los otros estados griegos, decretar la autonomía de Mesenia e imponer a Atenas la eliminación de su flota y la renuncia a sus pretensiones sobre la ciudad de Anfípolis. Asimismo se decidió que Trifilia debía pertenecer a Élide. En 366 a. C. los tebanos convocaron un nuevo congreso en su ciudad para tratar de hacer cumplir los acuerdos que se habían tomado en Susa. Tras la disolución del congreso sin un acuerdo general, los tebanos enviaron embajadores a varias ciudades para intentar llegar a entendimientos individuales con ellas. Así, los tebanos llegaron a acuerdos con Corinto, Fliasia y otras ciudades del Peloponeso.
Los atenienses, que lideraban la Segunda Liga ateniense, no cumplieron las disposiciones de Susa sino que volvieron a aumentar su influencia en varios lugares del Egeo a través del poderío de su flota. Entre 365 y 364 a. C., la flota ateniense bajo el mando de Timoteo, intervino militarmene en la isla de Samos —expulsando de la isla a los persas—, en el Quersoneso tracio —acudiendo en ayuda del sátrapa Ariobarzanes que se había sublevado—, en Macedonia —donde tomó Pidna y Metone— y en la Calcídica —tomando Torone y Potidea, aunque no logró el objetivo de tomar Anfípolis. Los tebanos, que en 366 a. C. habían tomado la ciudad de Oropo, en la zona fronteriza entre Beocia y el Ática, quisieron también hacer frente al poderío de la flota ateniense, así que crearon su propia flota, que consiguió que varios aliados importantes de los atenienses —Bizancio, Quíos y Rodas— se separaran de la Liga. Sin embargo, Tebas no tenía gran tradición marinera y tampoco grandes recursos financieros para sustentarla por mucho tiempo, por lo que aparte de estos logros, la flota tebana no tuvo una gran relevancia.
Por otra parte, después de una conspiración de una facción de aristócratas exiliados que pretendió recuperar el control político de Tebas y contó con la participación de 300 orcomenios, los tebanos emprendieron una expedición contra Orcómeno, en 364/363 a. C., que conquistó la ciudad.

## Batalla de Mantinea
En el 364 a. C. había resurgido el conflicto en el Peloponeso entre Élide y Arcadia por el control de Trifilia. Vencieron los arcadios, pero un posterior conflicto entre ellos por haberse apoderado de los tesoros sagrados desencadenó la división entre varias ciudades arcadias. Tebas decidió intervenir en el conflicto para mantener su influencia sobre Arcadia y en la batalla de Mantinea, en 362 a. C. se enfrentaron, dirigidos por Epaminondas, junto a sus aliados de Beocia, Eubea, Tesalia, Argos, Mesenia, Tegea y Megalópolis frente a Esparta, Atenas, Acaya, Élide y Mantinea. Los tebanos emplearon la misma disposición táctica de la falange oblicua que habían utilizado en Leuctra y añadieron el elemento sorpresa de un ataque tras haber simulado hacer preparativos para acampar. Cuando los tebanos iban venciendo, Epaminondas murió en la batalla. Esto provocó que los tebanos no pudieran aprovechar su ventaja y al final los dos bandos levantaron trofeos como si fueran vencedores. Después de la batalla se firmó una paz general en la que participaron todos los contendientes con excepción de los espartanos.

## Fin de la hegemonía tebana
La consecuencia fue una victoria pírrica para ambos estados. Esparta había perdido el poder y los recursos necesarios para volver a intentar retomar su posición hegemónica, mientras que Tebas perdió a todos los líderes cuyo genio le habían permitido llegar hasta donde estaba. En esa situación, Tebas fue incapaz de mantener su posición hegemónica y fue perdiendo el dominio sobre Grecia. Los tebanos siguieron interviniendo en algunos eventos bélicos e intentaron mantener su posición a través de la diplomacia y de su influencia en la Anfictionía de Delfos, pero el intento terminó con sus antiguos aliados de Fócide apoderándose del santuario de Delfos, lo que desató la tercera guerra sagrada en 356 a. C.. Tebas intervino, junto con algunos otros aliados, contra los focidios, que estaban apoyados por espartanos y atenienses y además habían reunido gran cantidad de mercenarios.
La guerra finalmente acabó en 346 a. C., pero no gracias a las fuerzas de Tebas, o de ninguna otra ciudad-estado, sino de Filipo II de Macedonia cuya ayuda había sido solicitada por los tebanos, que habían perdido varias ciudades (Orcómeno, Coronea y Corsias), desde donde los focidios emprendían frecuentes saqueos a otras zonas de Beocia. Esto supuso el surgimiento de Macedonia dentro de Grecia, y puso un fin oficial a la hegemonía tebana que, en cualquier caso, llevaba ya declinando desde la muerte de Epaminondas en 362 a. C.